# Palpomyia rufa
Palpomyia rufa är en tvåvingeart som först beskrevs av Loew 1861. Palpomyia rufa ingår i släktet Palpomyia, och familjen svidknott. Inga underarter finns listade i Catalogue of Life.